# 京都府道111号二条停車場円町線
京都府道111号二条停車場円町線（きょうとふどう111ごう にじょうていしゃじょうえんまちせん）は、京都府京都市から京都市上京区を経由して、京都市中京区に至る一般府道である。

## 概要
京都市中京区西ノ京東栂尾町から京都市上京区を経由して、京都市中京区西ノ京円町に至る。
二条停車場から出ている3つの府道の内では最短。千本通および丸太町通の一部である。

### 路線データ
- 起点：京都市中京区西ノ京東栂尾町（二条停車場[1]：JR西日本山陰本線・京都市営地下鉄東西線 二条駅、京都府道37号二条停車場東山三条線・京都府道112号二条停車場嵐山線起点[2]）
- 終点：京都市中京区西ノ京円町[1]（円町交差点、京都市道187号鹿ヶ谷嵐山線上、京都市道181号京都環状線交点[3]）
- 重要な経過地：なし[1]

## 歴史
本路線は、JR西日本山陰本線・京都市営地下鉄東西線 二条駅から国道162号を連絡する路線として、道路法（昭和27年法律第180号）第7条の規定に基づいた京都府の一般府道として1959年（昭和34年）に初めて認定した282路線のうちの1つである。
西大路通を経路としていた国道162号の京都市内における経路変更が1970年（昭和45年）に実施されたため、以降は京都市道181号京都環状線の単独区間となっている。

### 年表
- 1959年（昭和34年）12月18日 - 京都府が二条停車場円町線（国鉄二条停車場 - 二級国道京都小浜線交点、整理番号：一般地方道19号）として府道路線認定[注釈 1][4]。
- 1994年（平成6年）4月1日 - 京都府が路線番号を再編（路線認定の一部改正）し、整理番号を一般地方道111号に変更[1]。

## 路線状況

### 重複区間
- 京都市道187号鹿ヶ谷嵐山線（京都市上京区小山町・千本丸太町交差点 - 京都市中京区西ノ京円町・円町交差点（終点））

## 地理

### 通過する自治体
- 京都府
  - 京都市（中京区 - 上京区 - 中京区 - 上京区 - 中京区）

### 交差する道路
| 交差する道路                                                                       | 市町村名 | 市町村名 | 交差する場所   | 交差する場所      |
| ---------------------------------------------------------------------------------- | -------- | -------- | -------------- | ----------------- |
| 京都府道37号二条停車場東山三条線 / 押小路通 京都府道112号二条停車場嵐山線 / 千本通 | 京都市   | 中京区   | 西ノ京東栂尾町 | 起点              |
| 京都市道187号鹿ヶ谷嵐山線 / 丸太町通 重複区間起点                                  | 京都市   | 上京区   | 小山町         | 千本丸太町交差点  |
| 京都市道181号京都環状線 / 西大路通 京都市道187号鹿ヶ谷嵐山線 重複区間終点          | 京都市   | 中京区   | 西ノ京円町     | 円町交差点 / 終点 |

### 沿線
- JR西日本山陰本線・京都市営地下鉄東西線 二条駅
- 京都府立朱雀高等学校
- 京都市立二条中学校
- 二条自動車教習所
- 出世稲荷神社（跡地）
- 京都市立朱雀第六小学校
- 京都市立朱雀第二小学校